# The War Is Not Over
The War Is Not Over är en låt framförd av Walters and Kazha. Den är skriven av Mārtiņš Freimanis.
Låten var Lettlands bidrag i Eurovision Song Contest 2005 i Kiev i Ukraina. I semifinalen den 19 maj slutade den på tionde plats med 85 poäng vilket kvalificerade bidraget för finalen den 21 maj. Där slutade det på femte plats med 153 poäng.